# Czech International 2009
Die 38. Yonex Czech International Championships 2009 im Badminton fanden vom 24. bis zum 27. September in Brno, Městská sportovní hala, Vodová 108, statt. Der Referee war Ivanka Pokorni aus Kroatien. Das Preisgeld betrug 5.000 US-Dollar.

## Sieger und Platzierte
| Disziplin    | Gold                                     | Silber                             | Bronze                                     |
| ------------ | ---------------------------------------- | ---------------------------------- | ------------------------------------------ |
| Herreneinzel | Petr Koukal                              | Dmytro Zavadsky                    | Scott Evans                                |
| Herreneinzel | Petr Koukal                              | Dmytro Zavadsky                    | Jan Vondra                                 |
| Dameneinzel  | Trupti Murgunde                          | Jeanine Cicognini                  | Zhang Xi                                   |
| Dameneinzel  | Trupti Murgunde                          | Jeanine Cicognini                  | Carola Bott                                |
| Herrendoppel | Mads Conrad-Petersen Mads Pieler Kolding | Mikkel Elbjørn Christian Skovgaard | Matthew Hughes Martyn Lewis                |
| Herrendoppel | Mads Conrad-Petersen Mads Pieler Kolding | Mikkel Elbjørn Christian Skovgaard | Zvonimir Đurkinjak Zvonimir Hölbling       |
| Damendoppel  | Maria Helsbøl Anne Skelbæk               | Marion Gruber Sabrina Jaquet       | Małgorzata Kurdelska Agnieszka Wojtkowska  |
| Damendoppel  | Maria Helsbøl Anne Skelbæk               | Marion Gruber Sabrina Jaquet       | Chen Yali Zhang Xi                         |
| Mixed        | Viki Indra Okvana Gustiani Megawati      | Mads Conrad-Petersen Anne Skelbæk  | Roman Zirnwald Simone Prutsch              |
| Mixed        | Viki Indra Okvana Gustiani Megawati      | Mads Conrad-Petersen Anne Skelbæk  | Wojciech Szkudlarczyk Agnieszka Wojtkowska |

## Finalergebnisse
| Disziplin    | Sieger                                   | Finalist                           | Ergebnis         |
| ------------ | ---------------------------------------- | ---------------------------------- | ---------------- |
| Herreneinzel | Petr Koukal                              | Dmytro Zavadsky                    | 21:17 21:19      |
| Dameneinzel  | Trupti Murgunde                          | Jeanine Cicognini                  | 21:17 21:12      |
| Herrendoppel | Mads Conrad-Petersen Mads Pieler Kolding | Mikkel Elbjørn Christian Skovgaard | 21:14 17:21 21:9 |
| Damendoppel  | Maria Helsbøl Anne Skelbæk               | Marion Gruber Sabrina Jaquet       | 21:14 21:10      |
| Mixed        | Viki Indra Okvana Gustiani Megawati      | Mads Conrad-Petersen Anne Skelbæk  | 21:11 21:13      |